# Средний Харлун
Сре́дний Харлу́н (бур. Дунда Харлан) — улус в Бичурском районе Бурятии. Административный центр сельского поселения «Среднехарлунское».

## География
Расположен на правом берегу речки Зун-Харлун (правый приток Хилка), при впадении в неё речки Мухуток, в 6 км к северу от места впадения Зун-Харлуна в Хилок, в 56 км западнее районного центра — села Бичура.

## Население
| 2002 | 2010 |
| ---- | ---- |
| 389  | ↗395 |